# Priotelus
Priotelus là một chi chim trong họ Trogonidae.